# Eustala histrio
Eustala histrio là một loài nhện trong họ Araneidae.
Loài này thuộc chi Eustala. Eustala histrio được Cândido Firmino de Mello-Leitão miêu tả năm 1948.